# Cyatholipidae
Cyatholipidae Simon, 1894 è una famiglia di ragni appartenente all'infraordine Araneomorphae.

## Etimologia
Il nome deriva dal greco κύαθος, kyathos, cioè kyathos, sorta di tazza piriforme simile ad una coppetta, e λίπος, lìpos, cioè grasso, adipe, per la forma particolare dell'opistosoma, ed il suffisso -idae, che designa l'appartenenza ad una famiglia.

## Descrizione
Sono stati scoperti alla fine del XIX secolo in Africa e la maggior parte delle specie vive in foreste umide di montagna. Solo alcune specie, fra cui Scharffia rossi, vivono in ambienti più asciutti, di savana.

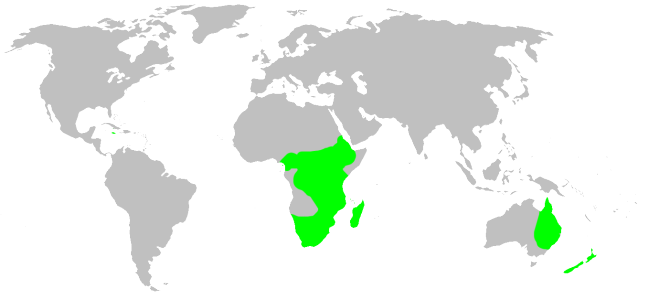
Cyatholipidae- distribuzione

## Distribuzione
La maggior parte delle specie e dei generi vive in Africa meridionale (compreso il Madagascar), diverse in Nuova Zelanda e Australia e solo una, Pokennips dentipes, sull'isola di Giamaica.

## Tassonomia
Attualmente, a novembre 2020, si compone di 23 generi e 58 specie:
- Alaranea Griswold, 1997 - Madagascar
- Buibui Griswold, 2001 - Etiopia, Kenya, Congo, Camerun, Bioko
- Cyatholipus Simon, 1894 - Sudafrica
- Forstera Koçak & Kemal, 2008 - Queensland
- Hanea Forster, 1988 - Nuova Zelanda
- Ilisoa Griswold, 1987 - Sudafrica
- Isicabu Griswold, 1987 - Tanzania, Sudafrica
- Kubwa Griswold, 2001 - Tanzania
- Lordhowea Griswold, 2001 - Lord Howe Island
- Matilda Forster, 1988 - Australia (Queensland, Nuovo Galles del Sud)
- Pembatatu Griswold, 2001 - Kenya, Tanzania
- Pokennips Griswold, 2001 - Giamaica
- Scharffia Griswold, 1997 - Tanzania, Kenya, Malawi
- Teemenaarus Davies, 1978 - Queensland
- Tekella Urquhart, 1894 - Nuova Zelanda
- Tekellatus Wunderlich, 1978 - Queensland
- Tekelloides Forster, 1988 - Nuova Zelanda
- Ubacisi Griswold, 2001 - Sudafrica
- Ulwembua Griswold, 1987 - Sudafrica, Tanzania, Madagascar
- Umwani Griswold, 2001 - Malawi, Tanzania
- Uvik Griswold, 2001 - Congo, Uganda
- Vazaha Griswold, 1997 - Madagascar
- Wanzia Griswold, 1998 - Camerun, Bioko